# Аничебе, Виктор
Ви́ктор Чине́ду Аниче́бе (англ. Victor Chinedu Anichebe; 23 апреля 1988, Лагос) — нигерийский и английский футболист, полузащитник и нападающий. Выступал за сборную Нигерии.

## Клубная карьера
Виктор Аничебе — воспитанник «Эвертона». За резервную команду клуба из Ливерпуля Виктор начал выступать в 15 лет, а 27 февраля 2006 года дебютировал в основной команде в игре Кубка Англии против «Челси», заменив на 89 минуте игры Саймона Дэвиса. В апреле 2006 года Аничебе подписал свой первый профессиональный контракт с «Эвертоном». 7 мая 2006 года футболист сумел открыть счёт своим голам в составе «ирисок», поразив ворота «Вест Бромвич Альбиона». По итогам сезона 2005/06 был назван лучшим игроком резервной команды «Эвертона».
30 декабря 2006 года Аничебе оформил первый в своей карьере дубль (в ворота «Ньюкасл Юнайтед»). Всего же в сезоне 2006/07 футболист в 23 играх за «Эвертон» забил 4 мяча. В сезоне 2007/08 нападающий сумел забить лишь 1 гол в 27 играх Премьер-лиги, но ему удалось хорошо проявить себя в Кубке УЕФА, где он отметился забитыми мячами в ворота харьковского «Металлиста», «Ларисы», «Нюрнберга» и «Бранна». По итогам сезона он был признан лучшим молодым игроком клуба в сезоне.
22 февраля 2009 года Аничебе получил серьёзную травму после подката полузащитника «Ньюкасла» Кевина Нолана. Из-за неё Виктор был вынужден пропустить 11 месяцев. Первый матч после восстановления от травмы Виктор провёл в январе 2010 года против «Сандерленда». Первый гол после возвращения в состав он забил двумя месяцами позже в ворота «Бирмингем Сити». В январе 2011 года футболист продлил свой контракт с «Эвертоном» на четыре с половиной года.
Сезон 2011/12 Виктор начал с гола в ворота «Шеффилд Юнайтед» в Кубке Лиги, однако вскоре получил травму, впервые после которой на поле он сумел выйти 1 января 2012 года и отметился победным голом в ворота «Вест Бромвича».
3 сентября 2016 года на правах свободного агента перешёл в «Сандерленд». Летом 2017 года Аничебе покинул английский клуб, перейдя в китайский «Бэйцзин Энтерпрайзес».

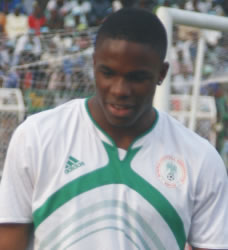
Аничебе в составе сборной Нигерии

## Карьера в сборной
Первую игру в составе сборной Нигерии Виктор Аничебе провёл 27 мая 2008 года. Это был товарищеский матч против Австрии. В июне того же года Аничебе принял участие в 3 отборочных играх к чемпионату мира 2010.
В августе 2008 года в составе олимпийской сборной Нигерии принял участие в футбольном турнире Олимпиады в Пекине, на котором его команда сумела дойти до финала. Виктор отметился на турнире одним забитым голом.
Первый гол за национальную сборную забил 29 марта 2011 года в товарищеской игре против сборной Кении. Также Аничебе сыграл в 3 отборочных матчах к кубку африканских наций 2012, на который его сборной пробиться не удалось.

## Статистика выступлений

### Клубная
| Клуб                 | Сезон            | Лига | Лига | Кубки | Кубки | Еврокубки | Еврокубки | Прочее | Прочее | Итого | Итого |
| Клуб                 | Сезон            | Игры | Голы | Игры  | Голы  | Игры      | Голы      | Игры   | Голы   | Игры  | Голы  |
| -------------------- | ---------------- | ---- | ---- | ----- | ----- | --------- | --------- | ------ | ------ | ----- | ----- |
| Эвертон              | 2005/06          | 2    | 1    | 1     | 0     | 0         | 0         | 0      | 0      | 3     | 1     |
| Эвертон              | 2006/07          | 19   | 3    | 4     | 1     | 0         | 0         | 0      | 0      | 23    | 4     |
| Эвертон              | 2007/08          | 27   | 1    | 5     | 0     | 9         | 4         | 0      | 0      | 41    | 5     |
| Эвертон              | 2008/09          | 17   | 1    | 4     | 0     | 2         | 0         | 0      | 0      | 23    | 1     |
| Эвертон              | 2009/10          | 11   | 1    | 0     | 0     | 0         | 0         | 0      | 0      | 11    | 1     |
| Эвертон              | 2010/11          | 16   | 0    | 3     | 0     | 0         | 0         | 0      | 0      | 19    | 0     |
| Эвертон              | 2011/12          | 12   | 5    | 4     | 1     | 0         | 0         | 0      | 0      | 16    | 6     |
| Эвертон              | 2012/13          | 26   | 6    | 6     | 2     | 0         | 0         | 0      | 0      | 32    | 8     |
| Эвертон              | 2013/14          | 1    | 0    | 0     | 0     | 0         | 0         | 0      | 0      | 1     | 0     |
| Эвертон              | Итого            | 131  | 18   | 27    | 4     | 11        | 4         | 0      | 0      | 169   | 26    |
| Вест Бромвич Альбион | 2013/14          | 10   | 1    | 0     | 0     | 0         | 0         | 0      | 0      | 10    | 1     |
| Вест Бромвич Альбион | Итого            | 10   | 1    | 0     | 0     | 0         | 0         | 0      | 0      | 10    | 1     |
| Всего за карьеру     | Всего за карьеру | 141  | 19   | 27    | 4     | 11        | 4         | 0      | 0      | 179   | 27    |

### Матчи за сборную
| Матчи и голы Аничебе за сборную Нигерии | Матчи и голы Аничебе за сборную Нигерии | Матчи и голы Аничебе за сборную Нигерии | Матчи и голы Аничебе за сборную Нигерии | Матчи и голы Аничебе за сборную Нигерии | Матчи и голы Аничебе за сборную Нигерии |
| --------------------------------------- | --------------------------------------- | --------------------------------------- | --------------------------------------- | --------------------------------------- | --------------------------------------- |
| №                                       | Дата                                    | Оппонент                                | Счёт                                    | Голы                                    | Соревнование                            |
| 1                                       | 27 мая 2008                             | Австрия                                 | 1-1                                     | -                                       | Товарищеский матч                       |
| 2                                       | 1 июня 2008                             | ЮАР                                     | 2-0                                     | -                                       | Отборочные матчи ЧМ-2010                |
| 3                                       | 15 июня 2008                            | Экваториальная Гвинея                   | 1-0                                     | -                                       | Отборочные матчи ЧМ-2010                |
| 4                                       | 21 июня 2008                            | Экваториальная Гвинея                   | 2-0                                     | -                                       | Отборочные матчи ЧМ-2010                |
| 5                                       | 25 мая 2010                             | Саудовская Аравия                       | 0-0                                     | -                                       | Товарищеский матч                       |
| 6                                       | 27 марта 2011                           | Эфиопия                                 | 4-0                                     | -                                       | Отборочные матчи КАФ-2012               |
| 7                                       | 29 марта 2011                           | Кения                                   | 3-0                                     | 1                                       | Товарищеский матч                       |
| 8                                       | 1 июня 2011                             | Аргентина                               | 4-1                                     | -                                       | Товарищеский матч                       |
| 9                                       | 5 июня 2011                             | Эфиопия                                 | 2-2                                     | -                                       | Отборочные матчи КАФ-2012               |
| 10                                      | 4 сентября 2011                         | Мадагаскар                              | 2-0                                     | -                                       | Отборочные матчи КАФ-2012               |
| 11                                      | 6 сентября 2011                         | Аргентина                               | 1-3                                     | -                                       | Товарищеский матч                       |

Итого: 11 матчей / 1 гол; 7 побед, 3 ничьи, 1 поражение.

## Достижения

### Командные
«Эвертон»
- Финалист Кубка Англии: 2008/09

### Личные
- Молодой игрок года ФК «Эвертон»: 2007/08